# Akki
Akki（あっきー、2001年8月24日 - ）は、日本のソングライター、編曲家。

## 概要
東京都出身。幼少期よりピアノや音楽理論を学ぶ。
2018年からバーチャルYouTuberの音楽制作に多く関わり、Re:AcTやホロライブのアーティストをはじめ、さまざまなボーカリストに楽曲提供を行っている。作詞・作曲・編曲だけでなく、器楽曲制作やミキシングなども積極的に行っており、特にサンリオキャラクターこぎみゅんの「歌ってみた」楽曲では、多くの楽曲でインスト制作を担当している。現在フリーランスで活動している。音楽大学を卒業し、中学・高校の音楽教諭一種免許状も取得している。

## 提供作品

### コンテンツタイアップ作品
温泉むすめ
- Ambassador（飯坂真尋（吉岡茉祐）、松島名月（永野愛理）、小野川小町（村上奈津実））
  - 「涌遊スマイルパワー」（作曲・編曲）
- 秋保那菜子（高橋花林）
  - 「恋の詩より恋だっちゃ?」（作曲・編曲）

Tokyo 7th シスターズ
- Tokyo 7th シスターズ
  - 「Make our Sound」（作曲）
- SEASON OF LOVE[メンバー 1]
  - 「陽だまりの世界地図」（作曲）
- CASQUETTE'S[メンバー 2]
  - 「HOLY QUEEN」（編曲）
- Le☆S☆Ca[メンバー 3]
  - 「cross road」（編曲）
- Asterline[メンバー 4]
  - 「Time Machine」（作曲・編曲）

東京ミュウミュウ にゅ～♡
- 藍沢みんと（日向未来）
  - 「ワタクシ・オリジナル」（伊藤翼と共編曲、挿入歌）

弱キャラ友崎くん
- 夏林花火（前川涼子）
  - 「私の心の伝えかた」（作詞・作曲・編曲）

### アーティスト・VTuber提供作品
AZKi
- 「Lazy」（作詞・作曲・編曲）

小林愛香
- 「だれも知らないんだ」（作詞・作曲・編曲） - パリで食べたカマボコ[3]名義

太陽と踊れ月夜に唄え
- 太陽と踊れ月夜に唄え
  - 「この惑星のさだめ」（作詞・作曲・編曲）
- 太陽と踊れ
  - 「君宛て紙ヒコーキ」（作曲・編曲）- パリで食べたカマボコ名義
  - 「あっちむいてベイベー！」（作詞・作曲・編曲）

DIALOGUE+
- 「パンケーキいいな」（編曲）
- 「うしみつあっパレイド」（作曲・編曲）
- 「はじめてのかくめい！2023」（編曲）
- 「TREASURE!」（作曲・編曲[4]）

ときのそら
- 「Rolling, Loading!!」（作曲・編曲）
- 「ケ・セラ・ソラ！」（編曲）
- 「羽を手にして」（作詞・作曲・編曲）
- 「HOT LIMIT」（インストアレンジ）
- 「怪物」（インストアレンジ）
- 「嘘」（インストアレンジ）

獅子神レオナ
- 「Sing A Ring」（作曲・編曲）
- 「はっぴーでいず！」（作詞・作曲・編曲）
- 「はなまるSinging Days!」（作詞・作曲・編曲）
- 「Mean a Lot」（作詞・作曲・編曲）

GOALOUS5
- 「MIRAGE SHOW」（作曲・編曲）

Lia
- 「星の舟」（リアレンジ）

nayuta
- 「ハルハコブネ」（編曲）
- 「飛行機雲とモノローグ」（作詞・作曲・編曲）(ビジュアルアーツ・第3回キネティックノベル大賞)

tipToe.
- 「最後の朝が来る前に」（編曲）

藍月なくる
- 「FAKE IDOL」（作詞・作曲・編曲）

藍月なくる＆棗いつき
- 「雨に宿る掌編」（作詞・作曲・編曲）

+α/あるふぁきゅん。
- 「敗北の少年」（編曲）
- 「アスノヨゾラ哨戒班」（編曲）

朝比奈美夜
- 「Gypsophile」（作詞・作曲・編曲）

えもこ
- 「Wish Upon A Lovely Star」（作詞・作曲・編曲）
- 「lone wolf」（作詞・作曲・編曲）
- 「memory」（作詞・作曲・編曲）
- 「MAID MADE OUT」（作曲・編曲）
- 「chihaya_summer」（作詞・作曲・編曲）

黒兎ウル
- 「君色ジャンプ」（作詞・作曲・編曲）

小春六花
- 「たとえばのはなし」（作詞・作曲・編曲）

月乃
- 「イタダキマス」（作詞・作曲・編曲）

天秤ひなみ
- 「ハロー・スターテイル'23」（作詞・作曲・編曲）

ななひら
- 「postMark」（作詞・作曲・編曲）
- 「はっぴーどりーむ☆りあらいず！」（作詞・作曲・編曲）
- 「魔法なんてない世界で」（作詞・作曲・編曲）
- 「I'm a Messenger for U」（作詞・作曲・編曲）
- 「Wedding Car-chase!」（作詞・作曲・編曲）
- 「屋上、風に乗れたら」（作詞・作曲・編曲）
- 「h31lo my world!」（作詞・作曲・編曲）

猫魔しろあ
- 「スキノオト」（猫魔しろあと共作詞、作曲・編曲）

柾花音
- 「Gazer」（作曲・編曲）
- 「Dreamy steps」（作曲・編曲）
- 「mellow white」（作曲・編曲）

真白ぽん
- 「らぶゆーべいびー！」（作詞・作曲・編曲）

丸餅つきみ
- 「月の片割れ」（作詞・作曲・編曲）

水瓶ミア
- 「そんなアイニージュー」（作曲・編曲）

もちこまめ
- 「Our Sunrise」（作詞・作曲・編曲）
- 「ハジマリ -overview-」（作詞・作曲・編曲）

幽谷きらら
- 「パラサイトブルー」（作詞・作曲・編曲）

夏恋ひまわり
- 「真夜中の魔法、枕元に奇跡を」（作詞・作曲・編曲）
- 「とどけ→For you♡Love youびーむ！」（作詞・作曲・編曲）

月島クロス
- 「しあわせと口遊び」（作詞・作曲・編曲）

紅記えり
- 「私たちがいる世界は」（紅記えりと共作詞、作曲・編曲）

獅子姫ろみお
- 「らいおん・わんだー・みゅーじかる！」（作詞・作曲・編曲）

ことの
- 「みちばかりわんだーらんど！」（作詞・作曲）

### イベント音楽
ライブ「Tokyo 7th シスターズ EPISODE 6.0 FINAL」
- 劇伴（岡ナオキと担当）

Tiny² Band Story -タイバン!-
- 劇伴

DIALOGUE+朗読イベント「世界はこじつけでできている」
- イベント音楽制作[5]

### ユニットメンバー
1. ↑  有栖シラユキ（北奈つき）、星柿マノン（山岡ゆり）、ターシャ・ロマノフスキー（高岸美里亜）、晴海シンジュ（桑原由気）
2. ↑  川澄シサラ（末柄里恵）、浅見ミワコ（優木かな）、鳳チャチャ（大地葉）、二川ミミ（齋藤綾）
3. ↑  上杉・ウエバス・キョーコ（吉井彩実）、荒木レナ（藤田茜）、西園ホノカ（植田ひかる）
4. ↑  奈々星アイ（天希かのん）、一ノ瀬マイ（星ノ谷しずく）、朝凪シオネ（山田麻莉奈）